# Gendarme Argentino II
Le Gendarme Argentino II, est un stratovolcan actuellement éteint, qui se trouve dans la province argentine de Catamarca (département de Tinogasta). Il culmine à 6 013 mètres d'altitude.

## Géographie
Avec le Gendarme Argentino I, il constitue un solide massif volcanique situé à l'est à peu de distance du massif de Nacimientos.
Les deux volcans Gendarme Argentino I et II font partie du secteur sud-oriental de la courte chaîne volcanique de la zone des 27 degrés de latitude sud, chaîne d'une cinquantaine de kilomètres de long, orientée est-ouest le long de la frontière argentino-chilienne et abritant plusieurs des plus hauts volcans de la terre.
Il fait partie des volcans proches du col du Paso de San Francisco.
Ce gros massif volcanique ancien dresse ses deux sommets à l'extrémité orientale d'une zone volcanique regorgeant de très hauts volcans. Il en constitue en quelque sorte une porte d'entrée imposante.
Le Gendarme Argentino I fait partie du massif des deux Gendarme Argentino. Il s'agit d'un second cône volcanique situé très près du Gendarme Argentino II, mais moins élevé. Il se situe au nord du précédent, à environ 2 kilomètres, et à une altitude de 5 950 mètres.
Au nord à 15 kilomètres se trouvent le volcan Nevado (5 822 m), à plus ou moins 18 km le El Muerto (6 488 mètres). Toujours au nord, mais à cinq kilomètres à peine, on trouve le Medusa (6 121 m).
Du côté nord-est, à 15 kilomètres du cratère également, se situe le volcan Negro (5 373 m).
À douze kilomètres à peine au nord-ouest on peut voir l'énorme massif du Nevado Ojos del Salado (6 879 m).
À l'ouest, à moins de dix kilomètres, se trouve l'autre géant Nacimientos (6 658 m).
Enfin à une quinzaine de kilomètres à l'est et au sud-est on trouve les volcans Rojo (4 861 m), Ojo de las Lozas et le cône effondré du Rasguido.